# X Canis Majoris
X Canis Majoris är en halvregelbunden variabel av SRB-typ i stjärnbilden Stora hunden. 
Stjärnan varierar mellan magnitud +10,0 och 11,2 (fotografisk magnitud) med en period av 106,6 dygn.